# USS Enterprise (CV-6)
USS Enterprise (CV-6) a fost o navă portavion a flotei Marinei SUA. El este al șaselea portavion american și a șaptea navă care poartă acest nume.
A fost lansat la apă în 1936 ca portavion din clasa Yorktown și unul din cele trei portavioane americane (Saratoga și Ranger) care erau construite înainte de război și au supraviețuit războiului.
A participat la mai multe acțiuni militare decât oricare altă navă a SUA.
Aceste acțiuni includ:
- Bătălia de la Midway
- Bătălia din Insulele Solomon de Est
- Bătălia din Insulele Santa Cruz
- Campania din Guadalcanal
- Bătălia din Marea Filipinelor
- Bătălia din Golful Leyte
- Raidul Doolittle asupra Tokio-ului.

În cursul celui de Al Doilea Război Mondial japonezii au anunțat de trei ori că Enterprise a fost scufundat.
După unele păreri este cea mai decorată navă a SUA. A fost scos din serviciu în anul 1947, și după 10 ani, între 1957 - 1960 a fost dezmembrat pentru fier vechi.

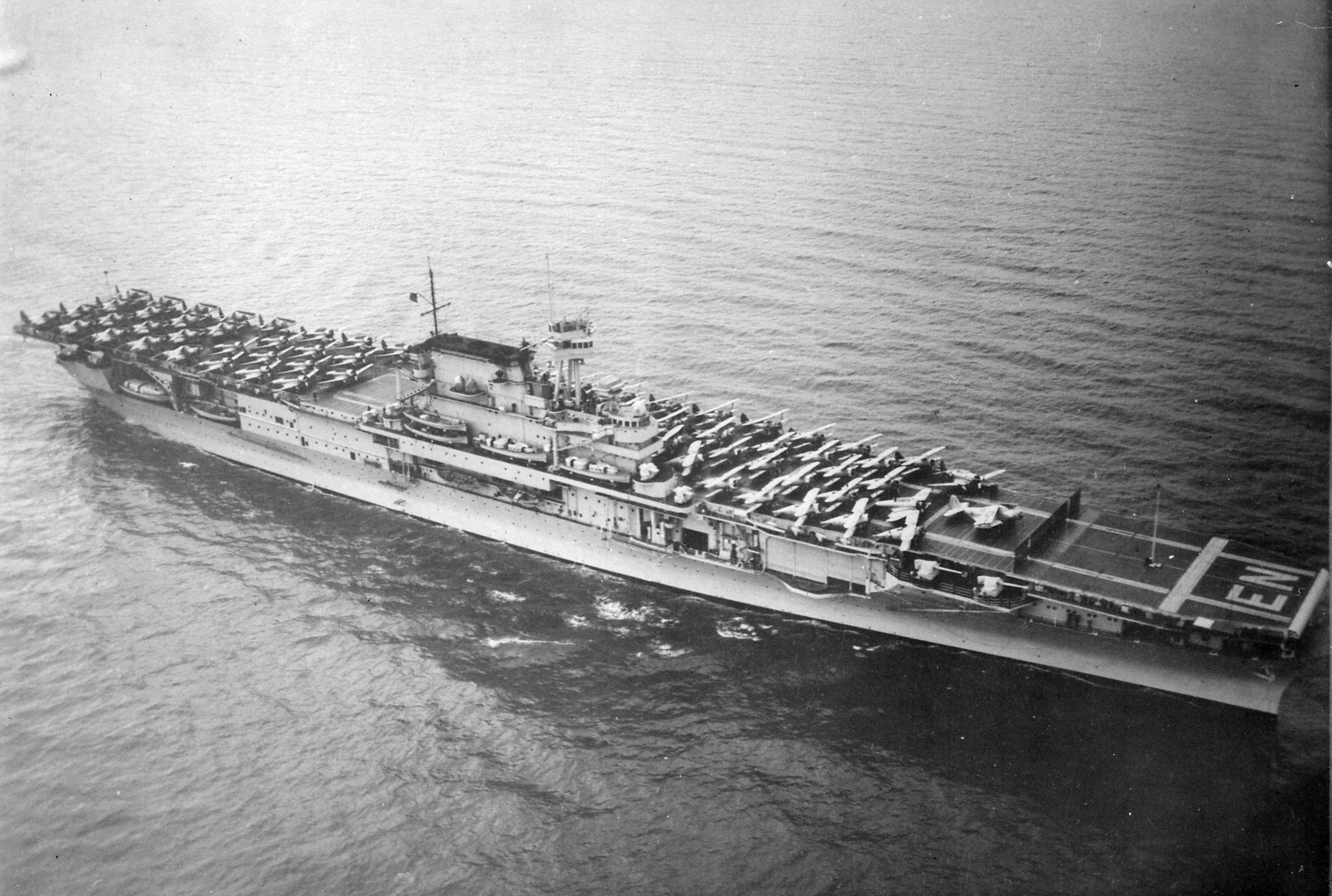
USS Enterprise în 1939.

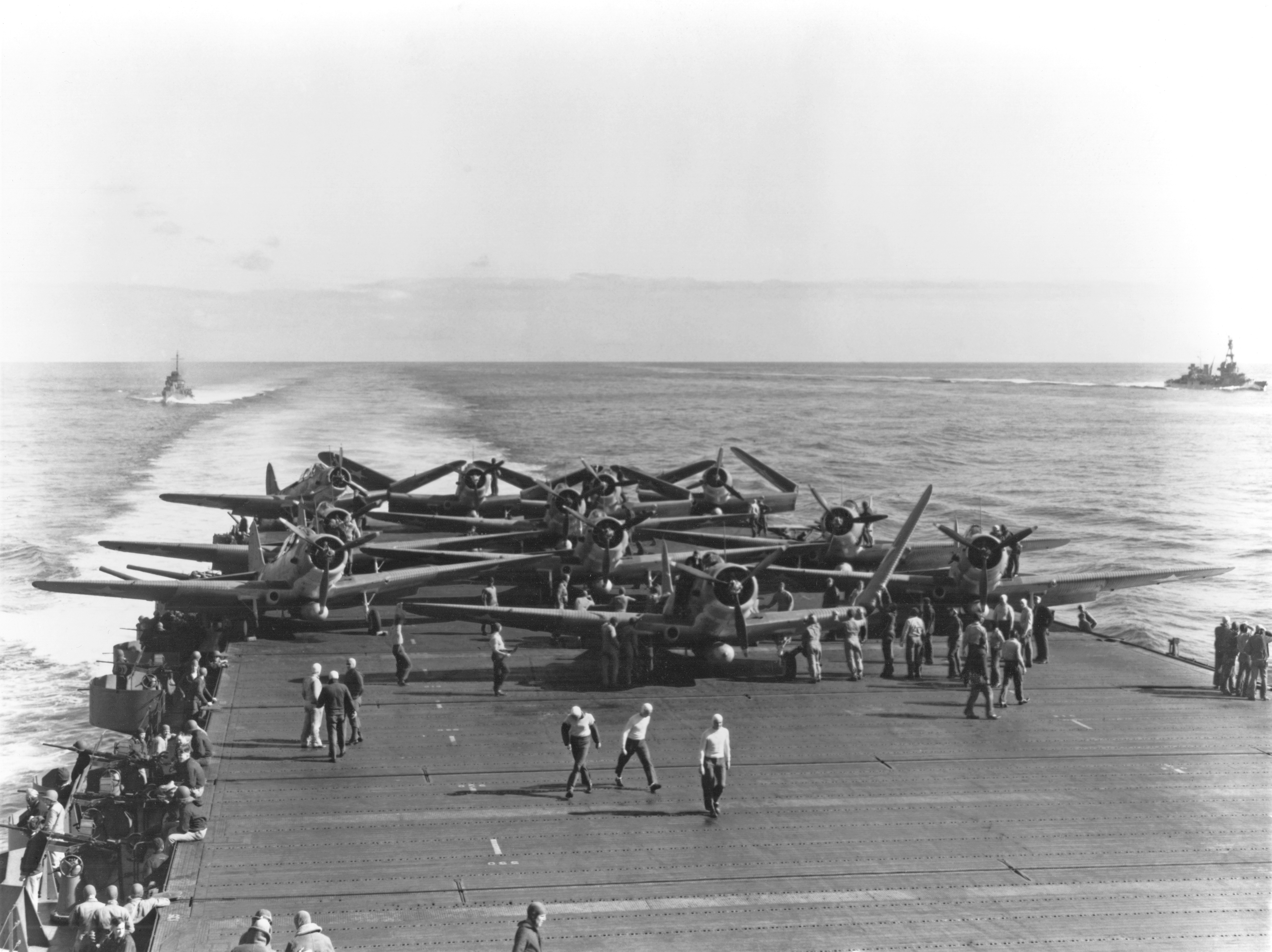
VT-6 TBD pe USS Enterprise în timpul Bătăliei de la Midway

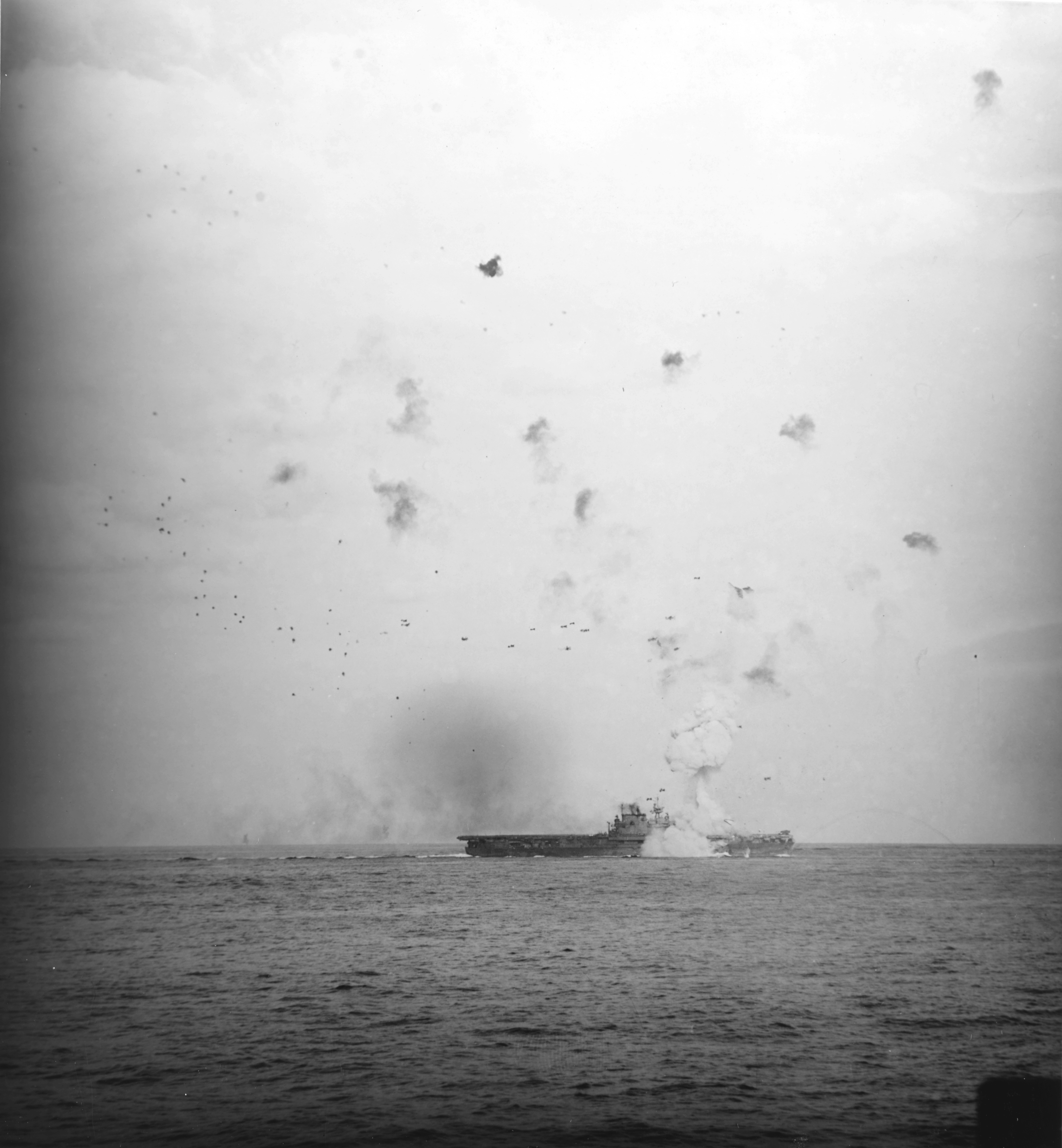
Fotografie făcută de pe Washington arată explozie pe Enterprise de la bomba lansată de un kamikaze.

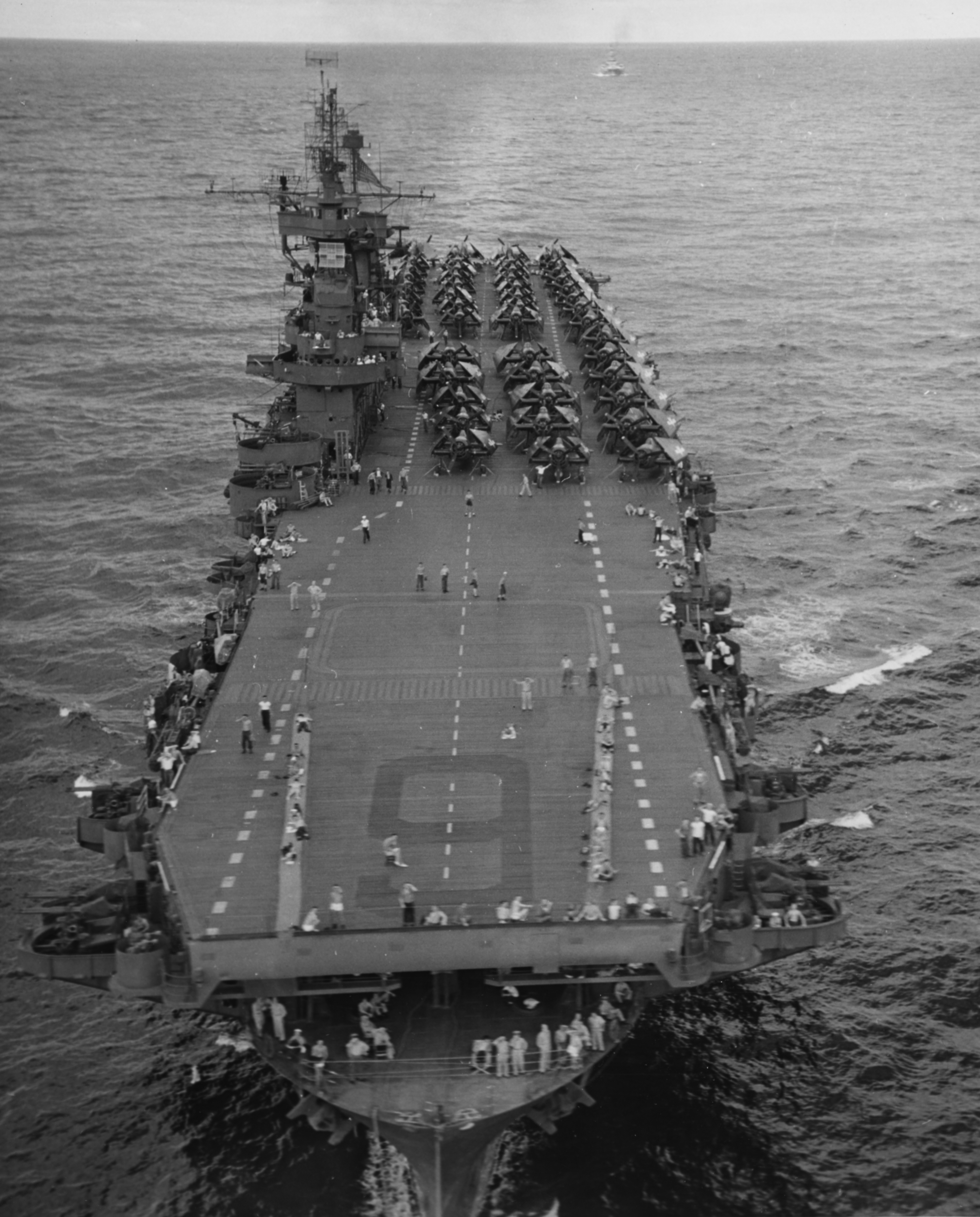
Enterprise la 10 octombrie 1945.